# 庫勒采萊鄉
46°42′N 22°25′E / 46.700°N 22.417°E
庫勒采萊鄉（羅馬尼亞語：Comuna Curățele, Bihor），是羅馬尼亞的鄉份，位於該國西北部，由比霍爾縣負責管轄，面積91平方公里，海拔高度260米，2007年人口2,647，人口密度每平方公里29人。